# Cal Balcells de Santa Fe
Cal Balcells de Santa Fe és una casa de Santa Fe, municipi de les Oluges, a la Segarra inclosa en l'Inventari del Patrimoni Arquitectònic de Catalunya.

## Descripció

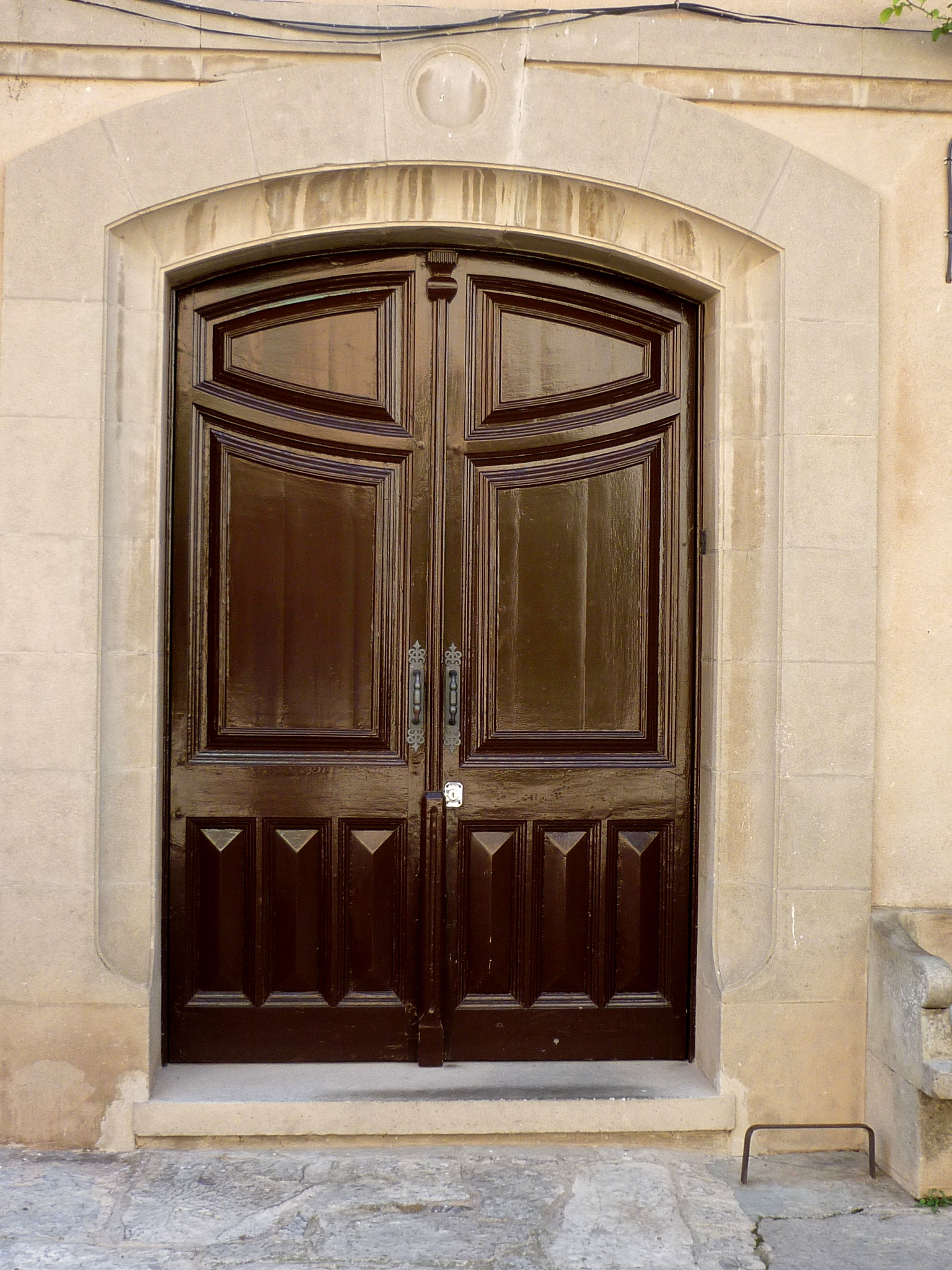
Portal

Edifici situat al carrer principal del nucli, amb planta baixa i dues plantes superiors, separades exteriorment per motllures, i amb una franja de pedra als extrems de l'edifici que engloben la segona i la tercera planta. La planta baixa presenta un portal d'arc rebaixat amb la llinda i els brancals resseguits per grans lloses de pedra. A la seva esquerra trobem una altra porta sense cap mena de decoració, i a la seva dreta un banc de pedra adossat a la façana i dues finestres, una de circular i una altra de rectangular. A la primera planta trobem dos balcons amb baranes de forja treballada als extrems, i una finestra central, totes les obertures emmarcades amb una franja de pedra. Finalment a l'última planta troben quatre obertures d'arc de mig punt també emmarcades per una franja de pedra, amb la presència de baranes de pedra que presenten una decoració amb gelosia i un ràfec sobresortint.